# Бритва
Бри́тва — режущий инструмент для бритья.

## История
Изображения безбородых мужчин на стенах пещер заставляют предположить о наличии каких-то бритв в доисторические времена. Адамс говорит о применении заточенных раковин и зубов животных, которые со временем сменились на кремнёвые ножи.
Кремнёвыми ножами для бритья предположительно пользовались шумеры и древние египтяне. По мере развития металлургии во втором тысячелетии до н. э. египтяне перешли на медные, а затем бронзовые бритвы; в гробницах найдено три типа таких бритв: широкий нож, изогнутый в форме полумесяца, приспособление, напоминающее секач, и округлое лезвие с рукояткой, прикреплённой в центре. В 1-м тыс. до н. э. появились железные бритвы. Первоначально все бритвы были дугообразные, у римлян появляются прямые бритвы. Прямые бритвы были обнаружены археологами также в критском Кноссе.
В течение почти двух тысяч лет, до самого конца XIX века, прямая бритва практически не изменилась. Попытки сделать бритьё более безопасным с применением устройств, надевающихся на лезвие, известны с 1762 года (во Франции). Некоторый успех получили бритва «Стар», запатентованная в США в 1876 году братьями Кампф, и «хорошо известная», по выражению журнала «Сайентифик Америкен» в 1893 году бритва «Фокс». «Стар» и «Фокс» были похожи по конструкции: лезвия были многоразовыми и дорогими (один доллар в случае «Стар», значительной ценой для конца XIX века). К бритве прилагалось устройство для её правки, которая требовалась перед каждым использованием, иногда лезвие приходилось относить для заточки к точильщику. Эти неудобства привели к тому, что опасные бритвы доминировали до начала XX века, когда широкое распространение получили «безопасные» бритвенные станки Жиллетта, затупленные лезвия которых можно было просто выбрасывать.
С середины XX века получили распространение электрические бритвы.
С 1970-х годов получили распространение безопасные станки со сменными многолезвийными картриджами (сперва 2-лезвийным, а потом 3-, 4- и 5-лезвийным).

## Виды
- «Опасные» (клинковые) бритвы.
  - Шаветки.
- «Безопасные» бритвенные станки (с ограничителями вокруг лезвия или ножа).
  - Станки с использованием стандартных лезвий, изобретённых «The Gillette Company»;
  - Станки со сменными многолезвийными картриджами.
- Электрические бритвы (все электробритвы содержат внутри двигатель).[3]
- Механические бритвы с пружинным двигателем, бритвенный блок конструктивно подобен электрическим бритвам.